# United Nations of Sound (album)
Albums de RPA & The United Nations of Sound, Richard Ashcroft
Keys to the World
(2006)
United Nations of Sound est un album de rock alternatif du groupe britannique RPA & The United Nations of Sound, sorti le 19 juillet 2010.
Il est arrivé en 20e position sur le UK Albums Chart.